# كايل تورنر
كايل تورنر (بالإنجليزية: Kyle Turner)‏ هو لاعب دوري الرغبي أسترالي، ولد في 20 فبراير 1992 في سيدني في أستراليا.